# Kaadé
Kaadé  è una città e sottoprefettura della Costa d'Avorio appartenente al dipartimento di Guiglo. Conta una popolazione di 25 253 abitanti (censimento 2014).